# Motorsågsmassakern 2
Motorsågsmassakern 2 (engelska: The Texas Chainsaw Massacre 2) är en film som hade biopremiär i USA den 22 augusti 1986, och den är fortsättningen på den mycket omtalade filmen Motorsågsmassakern från 1974. Båda filmerna regisserades av Tobe Hooper.

## Handling
Filmen handlar om den mordgalna och kannibalistiska familjen Sawyer från Texas. I den ingår Bubba (Leatherface) Sawyer, Robert (Chop Top) Sawyer, Edward Sawyer och Drayton Sawyer. 
I flera år har "Lefty Enright"(spelad av Dennis Hopper) velat få reda på vem eller vilka som mördade hans familj, (Sally och Franklin i första filmen), och när ett par highschool-elever blir attackerade och dödade i en radiosändning blir mysteriet ännu större. En person hade spelat in alltihop; Vanita "Stretch" Brock som jobbade på stationen. Lefty ber henne om hjälp, men mördarna vet att "Stretch" är det enda vittnet, och är ute efter henne.

## Rollista
- Dennis Hopper - Lefty Enright
- Caroline Williams - Vanita "Stretch" Brock
- Bill Johnson - Leatherface
- Jim Siedow - Cook (Drayton Sawyer)
- Bill Moseley - Chop Top
- Lou Perryman - L.G. McPeters
- Barry Kinyon - Mercedes Driver
- Chris Douridas - Gunner
- Ken Evert - Grandpa

## Om filmen
Filmen förbjöds, liksom sin föregångare, i många länder, bland annat Sverige. I USA rekommenderades filmen ha strikt 18-årsgräns ("X"-klass) men biograferna hade strikt 17-årsgräns, eftersom X-klassade filmer (normalt sexfilmer) inte visas på normala biografer.
Denna uppföljare är klassad som en så kallad splatter och är väsentligt mer blodig och våldsam än sin föregångare.

### Fotnoter
1. ↑  ”The Texas Chainsaw Massacre 2” (på engelska). Box office Mojo. 22 augusti 1986. http://www.boxofficemojo.com/movies/?id=texaschainsawmassacre2.htm. Läst 22 september 2016.